# بيلكارا (كولومبيا البريطانية)
بيلكارا (بالإنجليزية: Belcarra)‏ هي بلدة تقع في كندا في Metro Vancouver. يقدر عدد سكانها بـ 644 نسمة ومساحتها 5.50 كم2 وترتفع عن سطح البحر 30 متر.